# 육식
육식(六識, 산스크리트어: sadvijñāna, 영어: six vijñānas, six consciousnesses)은 안식(眼識) · 이식(耳識) · 비식(鼻識) · 설식(舌識) · 신식(身識) · 의식(意識)을 말한다. 복수형 접미사 신(身)을 사용하여 6식신(六識身)이라고도 한다.
부파불교에서는 마음(즉 심왕, 즉 심법)은 1가지로 단일한 것이지만 그 발동 근거인 6경(六境)과 6근(六根)에 따라 이들 6가지의 식(識: 요별, 지식. 앎, 의식)으로 나눌 수 있다고 보았다. 이와는 달리, 대승불교에서는 마음(즉 심왕, 즉 심법)이 부파불교에서 말하는 6식에 말나식과 아뢰야식이 추가된 8식(八識)으로 나뉜다고 본다.
불교에서는 모든 객관적 대상을 색(色) · 성(聲) · 향(香) · 미(味) · 촉(觸) · 법(法)의 6경(六境)으로 나누는데, 6식은 이 6경에 대하여 보고[見] · 듣고[聞] · 냄새 맡고[嗅] · 맛보고[味] · 감촉하고[觸] · 아는[知] 인식작용이다.

## 정의
부파불교의 설일체유부의 논사인 세우(世友)는 《아비달마품류족론》에서 마음[心]을 다음과 같이 정의하고 있다.
心云何。謂心意識。

此復云何。謂六識身。即眼識耳識鼻識舌識身識意識。

마음[心]이란 무엇인가? 심의식(心意識)을 말한다.

이것[심의식]은 또 무엇을 말하는가? 6식[六識身, 6가지 식]을 말한다. [6식, 즉 6가지 식이란] 곧 안식(眼識) · 이식(耳識) · 비식(鼻識) · 설식(舌識) · 신식(身識) · 의식(意識)이다.
— 《아비달마품류족론》, 제1권, 〈1. 변오사품(辯五事品)〉. 한문본 & 한글본

불교에서는 마음(즉 심왕, 즉 심법)은 신 · 구 · 의 3업(三業)을 쌓고 일으키는 집기(集起)의 능력을 갖추고 있다고 보아서 마음(즉 심왕, 즉 심법)을 심(心)이라고도 하고, 과거에 쌓은 원인 즉 업에 바탕하여 생각하고 헤아리는 사량(思量)의 능력을 갖추고 있다고 보아서 의(意)라고도 하고, 또는 대상을 인식하는 능력 또는 대상을 아는 요별(了別: 앎)의 능력을 갖추고 있다고 보아서 식(識)이라고도 한다. 그리고 이들 3가지 능력이 모두 갖추어져 있다는 뜻에서 심의식(心意識)이라고도 한다. 한편, 주의해야 할 점으로는, 불교는 행위외에 행위자를 따로 세우지 않는다는 점이다. 즉, 심의식(心意識)의 행위 또는 능력 외에, '마음'이라고 하는, 이 모든 능력을 소유한 별도의 행위자가 있지 않다고 본다는 점이다.
마음(즉 심왕, 즉 심법)을 6식, 즉 6가지의 식(識)으로 구분한 것은 심(집기) · 의(사량) · 식(요별)의 3가지 능력들 중에서 특히 식 즉 요별의 능력을 들어서 구분한 것이다. 달리 말하면, 심의식 중에서 굳이 3번째의 식을 들어서 마음(즉 심왕, 즉 심법)을 6가지로 구분한 것은 요별(식, 인식, 식별, 분별, 앎, 지식)이 아무런 근거 또는 바탕 없이 그냥 일어나는 것이 아니라 앞의 2가지의 작용 즉 집기(심)와 사량(의)을 바탕으로 하여 일어난다는 것을 의미한다.
그리고, 6식의 각각의 명칭을 안식(眼識) · 이식(耳識) · 비식(鼻識) · 설식(舌識) · 신식(身識) · 의식(意識)으로 명명한 것은 식 즉 요별이 일어날 때 그 의지처[根] 또는 인식기관[根]이 되는 안근(眼根) · 이근(耳根) · 비근(鼻根) · 설근(舌根) · 신근(身根) · 의근(意根)의 6근을 따라 명명한 것이다.
달리 말하면, 식 즉 요별이 일어날 때의 그 대상인 색경(色境) · 성경(聲境) · 향경(香境) · 미경(味境) · 촉경(觸境) · 법경(法境)의 6경에 따라 구분하여 색식(色識) · 성식(聲識) · 향식(香識) · 미식(味識) · 촉식(觸識) · 법식(法識)으로 명명하지 않은 것이다. 이러한 점은 현대에서 지각 또는 의식을 구분할 때 시각 · 청각 · 후각 · 미각 · 촉각 · 의식(생각) 등으로 주로 인식대상을 기준으로 명명하는 것과는 차이가 있다.
6식(六識)의 각각은 식(識) 즉 요별(了別: 앎)의 뜻을 바탕으로 보통 다음과 같이 정의된다. 아래의 정의에서 주의할 점으로는, '요별의 작용', '앎' 또는 '지식'외에 별도의 행위자, 아는 자 또는 지식을 소유한 자가 있지 않다는 점이다. 즉, '요별 = 앎 = 지식 = 마음 = 요별하는 자 = 아는 자 = 지식을 소유한 자'이다.
- 안식(眼識): 안근(眼根)을 소의(所依: 발동근거)로 하여 색경(色境)을 요별(了別)하는 작용, 즉 앎, 즉 지식
- 이식(耳識): 이근(耳根)을 소의(所依: 발동근거)로 하여 성경(聲境)을 요별(了別)하는 작용, 즉 앎, 즉 지식
- 비식(鼻識): 비근(鼻根)을 소의(所依: 발동근거)로 하여 향경(香境)을 요별(了別)하는 작용, 즉 앎, 즉 지식
- 설식(舌識): 설근(舌根)을 소의(所依: 발동근거)로 하여 미경(味境)을 요별(了別)하는 작용, 즉 앎, 즉 지식
- 신식(身識): 신근(身根)을 소의(所依: 발동근거)로 하여 촉경(觸境)을 요별(了別)하는 작용, 즉 앎, 즉 지식
- 의식(意識): 의근(意根)을 소의(所依: 발동근거)로 하여 법경(法境)을 요별(了別)하는 작용, 즉 앎, 즉 지식

### 아비달마품류족론
부파불교의 설일체유부의 논서 《아비달마품류족론》 제3권에서는 식(識)과 6식의 각각에 대해 다음과 같이 정의하고 있다.
식(識) 즉 마음은 안식(眼識) · 이식(耳識) · 비식(鼻識) · 설식(舌識) · 신식(身識) · 의식(意識)의 6식신(六識身) 즉 6식(六識)을 말한다.
안식(眼識)은 안근[眼]과 색경[色]을 연(緣: 원인 또는 간접적 원인)으로 하여 생겨나는 안근의 인식[眼識]을 말한다. 이 때 안근이 증상(增上) 즉 소의(所依)가 되고 색경이 소연(所緣)이 된다. 안근에 의해 인식[識]되는 색경에 대한[於眼所識色] 모든 이정당요별(已正當了別) 즉 과거의 요별[已了別] · 현재의 요별[正了別] · 미래의 요별[當了別]을 통칭하여 안식(眼識)이라 이름한다.
이식(耳識)은 이근[耳]과 성경[聲]을 연(緣: 원인 또는 간접적 원인)으로 하여 생겨나는 이근의 인식[耳識]을 말한다. 이 때 이근이 증상(增上) 즉 소의(所依)가 되고 성경이 소연(所緣)이 된다. 이근에 의해 인식[識]되는 성경에 대한[於耳所識聲] 모든 이정당요별(已正當了別) 즉 과거의 요별[已了別] · 현재의 요별[正了別] · 미래의 요별[當了別]을 통칭하여 이식(耳識)이라 이름한다.
비식(鼻識)은 비근[鼻]과 향경[香]을 연(緣: 원인 또는 간접적 원인)으로 하여 생겨나는 비근의 인식[鼻識]을 말한다. 이 때 비근이 증상(增上) 즉 소의(所依)가 되고 향경이 소연(所緣)이 된다. 비근에 의해 인식[識]되는 향경에 대한[於鼻所識香] 모든 이정당요별(已正當了別) 즉 과거의 요별[已了別] · 현재의 요별[正了別] · 미래의 요별[當了別]을 통칭하여 비식(鼻識)이라 이름한다.
설식(舌識)은 설근[舌]과 미경[味]을 연(緣: 원인 또는 간접적 원인)으로 하여 생겨나는 설근의 인식[舌識]을 말한다. 이 때 설근이 증상(增上) 즉 소의(所依)가 되고 미경이 소연(所緣)이 된다. 설근에 의해 인식[識]되는 미경에 대한[於舌所識味] 모든 이정당요별(已正當了別) 즉 과거의 요별[已了別] · 현재의 요별[正了別] · 미래의 요별[當了別]을 통칭하여 설식(舌識)이라 이름한다.
신식(身識)은 신근[身]과 촉경[觸]을 연(緣: 원인 또는 간접적 원인)으로 하여 생겨나는 신근의 인식[身識]을 말한다. 이 때 신근이 증상(增上) 즉 소의(所依)가 되고 촉경이 소연(所緣)이 된다. 신근에 의해 인식[識]되는 촉경에 대한[於身所識觸] 모든 이정당요별(已正當了別) 즉 과거의 요별[已了別] · 현재의 요별[正了別] · 미래의 요별[當了別]을 통칭하여 신식(身識)이라 이름한다.
의식(意識)은 의근[意]과 법경[法]을 연(緣: 원인 또는 간접적 원인)으로 하여 생겨나는 의근의 인식[意識]을 말한다. 이 때 의근이 증상(增上) 즉 소의(所依)가 되고 법경이 소연(所緣)이 된다. 의근에 의해 인식[識]되는 법경에 대한[於意所識法] 모든 이정당요별(已正當了別) 즉 과거의 요별[已了別] · 현재의 요별[正了別] · 미래의 요별[當了別]을 통칭하여 의식(意識)이라 이름한다.

## 전5식과 의식
안식(眼識) · 이식(耳識) · 비식(鼻識) · 설식(舌識) · 신식(身識)을 전5식(前五識)이라고 하며, 의식(意識)을 제6식(第六識), 제6 의식(第六意識) 또는 제6의식(第六意識)이라고도 한다.

### 자성분별·계탁분별·수념분별
부파불교의 설일체유부에 따르면, 전5식(前五識)은 심(尋)과 사(伺)의 마음작용을 본질로 하는 감성적 인식(感性的認識)이며, 감성적 인식을 전통적 용어로 '인식대상의 자성(自性: 본질적 성질, 예를 들어, 빨간색의 경우 빨간색 그 자체 또는 노란색의 경우 노란색 그 자체)을 분별(지각)하는 것'이라는 뜻에서 자성분별(自性分別)이라고 한다. 여기서, 심(尋)의 마음작용은 거친 살펴봄의 마음작용 즉 개괄적으로 사유하는 마음작용으로 이 작용을 전통적인 용어로는 심구(尋求: 찾고 탐구함)라고 한다. 그리고 사(伺)의 마음작용은  정밀한 살펴봄의 마음작용 즉 세밀하게 고찰하는 마음작용으로 이 작용을 전통적인 용어로는 사찰(伺察: 정밀하게 살펴봄)이라 한다.
이에 대해, 의식(意識), 즉 제6의식(第六意識)은 혜(慧: 판단)의 마음작용을 본질로 하는 오성적 인식(悟性的認識)이며 또한 염(念: 기억)의 마음작용을 본질로 하는 기억(記憶) 또는 재인식(再認識)이다. 오성적 인식을 전통적 용어로 '헤아리고 판단하여[計度] 분별한다'라는 뜻에서 계탁분별(計度分別)이라 하며, 기억 또는 재인식을 전통적 용어로 '기억[念] 또는 재인식[念]을 바탕으로 분별한다'라는 뜻에서 수념분별(隨念分別)이라 한다.

### 무분별·유분별
전5식은 감성적 인식일 뿐이기 때문에 완전한 인식이라고 할 수 없으며 또한 혜(慧: 판단)의 작용은 없고 심(尋)과 사(伺)의 작용만 있기 때문에 대상에 대한 불확정적인 인식 또는 앎이다. 불확정적인 인식 또는 앎을 전통적인 용어로 '[확정적인] 분별, 식별, 요별 또는 앎이 없다'는 뜻에서 무분별(無分別)이라 한다. 여기에 의식 즉 제6의식의 오성적 인식과 기억 또는 재인식이 더해짐으로 마음(6식 또는 8식, 즉 심왕, 즉 심법)은 비로소 대상에 대해 확정적인 인식 또는 앎을 가지게 된다. 확정적인 인식 또는 앎을 전통적인 용어로 '[확정적인] 분별, 식별, 요별 또는 앎이 있다'는 뜻에서 유분별(有分別)이라 한다. 상좌부의 아비담마에서는 이 유분별을 결정하는 마음(determining consciousness, 팔리어: votthapanacitta)이라 한다. 한편, 전5식의 본질적 성질로서의 무분별(無分別: 불확정적인 인식)은 반야바라밀다의 무분별지(無分別智)와는 완전히 다른 것이므로 혼동하지 않아야 한다.
설일체유부의 논사인 제바설마(提婆設摩)는 《아비달마식신족론》에서 무분별(無分別) 즉 불확정적인 앎(요별)으로서의 전5식과 유분별(有分別) 즉 확정적인 앎(요별)으로서의 제6의식의 차이에 대해, 그리고 정신적 대상(즉 법경)을 인식하고 정신적 행위(즉 법경에 대한 작용)를 행하는 제6의식에 대해 다음과 같이 자세히 설명하고 있다.
有六識身。謂眼識耳鼻舌身意識。

眼識唯能了別青色。不能了別此是青色。意識亦能了別青色。乃至未能了別其名。不能了別此是青色。若能了別其名。爾時亦能了別青色。亦能了別此是青色。如青色黃赤白等色亦爾。

耳識唯能了別聲。不能了別此是聲。意識亦能了別聲。乃至未能了別其名。不能了別此是聲。若能了別其名。爾時亦能了別聲。亦能了別此是聲。

鼻識唯能了別香。不能了別此是香。意識亦能了別香。乃至未能了別其名。不能了別此是香。若能了別其名。爾時亦能了別香。亦能了別此是香。

舌識唯能了別味。不能了別此是味。意識亦能了別味。乃至未能了別其名。不能了別此是味。若能了別其名。爾時亦能了別味。亦能了別此是味。

身識唯能了別觸。不能了別此是觸。意識亦能了別觸。乃至未能了別其名。不能了別此是觸。若能了別其名。爾時亦能了別觸。亦能了別此是觸。

意識亦能了別諸法。

謂或執為我。或執我所。或執為斷或執為常。或撥無因。或撥無作。或復損減。

或執為尊。或執為勝。或執為上。或執第一。或執清淨。或執解脫。或執出離。

若惑若疑。若猶豫。若貪若瞋。若慢若癡。若麤若苦。若障若靜。若妙若離。若如病若如癰。若如箭若惱害。若無常若苦若空若無我。

若於因謂因謂集謂生謂緣。若於滅謂滅謂靜謂妙謂離。若於道謂道謂如謂行謂出。

若有因若有起若有是處。若有是事。若如理所引了別。若不如理所引了別。若非如理所引。非不如理所引了別。

여섯 가지 식신[六識身]이 있으니, 이른바 안식과 이식ㆍ비식ㆍ설식ㆍ신식 및 의식이다.

안식(眼識)은 오직 파란색[靑色]만을 요별(了別)할 뿐이며 ‘이것은 파란색이다’라고는 요별하지 못한다.
의식[意識] 또한 파란색을 요별하는데 그러나 아직 그 이름을 요별하기 전이면 ‘이것은 파란색이다’라고는 요별하지 못한다. 만일 그 이름을 요별할 수 있게 되면, 그때에는 비로소 파란색도 요별할 수 있고 또한 ‘이것은 파란색이다’라고도 요별할 수 있다.
마치 파란색과 같아서 노란색ㆍ붉은색ㆍ흰색 등에 있어서도 또한 그러하다.

이식(耳識)은 오직 소리[聲]만을 요별할 뿐이며 ‘이것은 소리이다’라고는 요별하지 못한다.
의식 또한 소리를 요별하는데 그러나 아직 그 이름을 요별하기 전이면 ‘이것은 소리이다’라고는 요별하지 못한다. 만일 그 이름을 요별할 수 있게 되면, 그때에는 비로소 소리도 요별할 수 있고 또한 ‘이것은 소리이다’라고도 요별할 수 있다.

비식(鼻識)은 오직 냄새[香]만을 요별할 뿐이며 ‘이것은 냄새이다’라고는 요별하지 못한다.
의식 또한 냄새를 요별하는데 그러나 아직 그 이름을 요별하기 전이면 ‘이것은 냄새이다’라고는 요별하지 못한다. 만일 그 이름을 요별할 수 있게 되면, 그때에는 비로소 냄새도 요별할 수 있고 또한 ‘이것은 냄새이다’라고도 요별할 수 있다.

설식(舌識)은 오직 맛[味]만을 요별할 뿐이며 ‘이것은 맛이다’라고는 요별하지 못한다.
의식 또한 맛을 요별하는데 그러나 아직 그 이름을 요별하기 전이면 ‘이것은 맛이다’라고는 요별하지 못한다. 만일 그 이름을 요별할 수 있게 되면, 그때에는 비로소 맛도 요별할 수 있고 또한 ‘이것은 맛이다’라고도 요별할 수 있다.

신식(身識)은 오직 감촉[觸]만을 요별할 뿐이며 ‘이것은 감촉이다’라고는 요별하지 못한다.
의식 또한 감촉을 요별하는데 그러나 아직 그 이름을 요별하기 전이면 ‘이것은 감촉이다’라고는 요별하지 못한다. 만일 그 이름을 요별할 수 있게 되면, 그때에는 비로소 감촉도 요별할 수 있고 또한 ‘이것은 감촉이다’라고도 요별할 수 있다.

의식(意識)은 [색 · 성 · 향 · 미 · 촉의 5경을 확정적으로 요별할 뿐만 아니라] 또한 모든 법(法, 즉 법경, 즉 정신적 대상)도 [불확정적으로도 또는 확정적으로도, 틀리게 또는 바르게] 요별한다.

이를테면 혹은 ‘나(我)’라고 집착하기도 하고 혹은, 내것[我所]이라고 집착하기도 하며, 혹은 아주 없다[斷]고 집착하기도 하고, 혹은 항상 있다[常]고 집착하기도 하며, 혹은 인(因)이 없다고 부정하기도 하고, 혹은 작용[作]이 없다고 부정하기도 하며 혹은 다시 손감(損減)시키기도 한다.

혹은 높다[尊]고 집착하기도 하고, 혹은 뛰어나다[勝]고 집착하기도 하며, 혹은 으뜸[上]이라고 집착하기도 하고, 혹은 제일[第一]이라고 집착하기도 하며, 혹은 청정(淸淨)하다고 집착하기도 하고 혹은 해탈(解脫)하였다고 집착하기도 하며, 혹은 벗어났다[出離]고 집착하기도 한다.

또는 미혹하고 의심하고 망설이기도 하며, 또는 탐내고 성내고 오만하고 어리석기도 하며, 또는 거칠다 하고 괴롭다[苦]하고 막힌다[障]고 하며, 또는 고요하다[靜]하고 미묘하다[妙]하고 여읜다[離]고 하며, 또는 질병과 같다 하고 종기와 같다 하고 화살과 같다 하고 괴롭히고 해치는 것[惱害]과 같다 하며, 또는 무상(無常)하다 하고 괴롭다 하고 공(空)하다 하고 나라는 것이 없다[無我]고도 한다.

또는 인(因)에 대하여는 원인이라 하고 쌓임[集]이라 하고 생김[生]이라 하고 연(緣)이라고 하며, 또는 멸(滅)에 대하여는 사라진다 하고 고요하다[靜]하고 미묘하다[妙]하고 여읜다[離]하며, 도(道)에 대하여는 길이라 하고 여(如)라고 하고 행(行)이라 하고 벗어난다[出]고 한다.

또는 인(因)이 있다고 하고 일어남[起]이 있다고 하며, 또는 이런 도리가 있다고 하고, 또는 이러한 일이 있다고 하며, 또는 이치대로 이끈 바[如理所引]를 요별하고, 또는 이치대로 이끌지 않은 것을 요별하며, 또는 이치대로 이끈 바가 아닌 것과 이치대로 이끌지 않은 것도 아닌 것을 요별한다.
— 《아비달마식신족론》, 제6권, 〈4. 소연연온(所緣緣蘊)〉. 한문본 & 한글본

### 심려결탁·추탁·추구탁
심려(審慮)의 한자어 문자 그대로의 뜻은 '살피고 생각하다'로 심사숙고(深思熟考: 깊이 생각하고 깊이 고찰하다)를 뜻한다. 《구사론》에 따르면 심려(審慮)는 결탁(決度: 확인 판단)과 함께, 정견(正見: 바른 견해)이건 악견(惡見: 잘못된 견해)이건 모든 견(見: 견해)의 마음작용의 본질[性] 또는 공능(功能)을 이룬다. 결탁(決度, 산스크리트어: saṃtīraṇa)의 한자어 문자 그대로의 뜻은 '판단하고[決] 헤아린다[度]'인데, 불교에서는 '확인 판단'의 뜻의 용어로 사용되고 있어, 한자어 문자 그대로의 뜻과는 차이가 있다.
《구사론》에서는 심려결탁(審慮決度)이 곧 견(見: 견해)이라고 말하고 있는데, 보다 정확히는, "심려한 후 결탁하는 것을 견(見: 견해)이라 이름한다[審慮為先決度名見]"고 말하고 있다. 
상좌부의 아비담마에서는 심려를 조사하는 마음(팔리어: santīraṇacitta, investigating conssciousness)라고 하고 결탁을 결정하는 마음(팔리어: votthapanacitta, determining consciousness)이라 한다.
그리고, 6식(六識) 중 전5식은 '심려한 후 결탁하는 능력', 즉 견(見)의 능력을 지니고 있지 않으며 이 능력은 6식 중에서 오직 제6의식만이 가지고 있다고 말하여, 전5식과 제6의식을 분별하고 있다. 정확히 말하자면, 세친은 《구사론》에서 '제6의식만이 견(見)의 능력을 지니고 있다'는 식으로 표현하고 있지 않은데, 이런 표현은 마음과 마음작용의 이론, 즉 심 · 심소(心 · 心所) 이론에 어긋나는 표현이기 때문이다. 세친은 다음과 같이 표현하고 있다.
何故世間正見唯意識相應。以五識俱生慧不能決度故。

審慮為先決度名見。五識俱慧無如是能。以無分別是故非見。

어떠한 이유에서 세간정견(世間正見)은 오로지 의식(意識, 즉 제6의식)과 상응(相應)하는 것이라고 한 것인가?
5식(五識)과 구생(俱生, 함께 일어남)하는 혜(慧)는 능히 결탁(決度)하지 않기 때문이다.

'심려한 후 결탁하는 것[審慮為先決度]'을 일컬어 견(見)이라고 한다. 그런데 5식과 구생[俱, 함께 일어남]하는 혜(慧)는 이와 같은 공능[能]이 없으니, 무분별(無分別)이기 때문이다. 그렇기 때문에 [5식과 상응하는 혜는] 견(見)이 아니라고 할 수 있다.
— 《구사론》, 제2권. 한문본 & 한글본

또한 《구사론》과 《성유식론》에서는 '심려한 후 결탁하는 것[審慮為先決度]'을 추탁(推度: 추리 판단, 추리하여 판단함) 또는 추구탁(推求度: 추리하고 탐구하여 판단함)이라고도 말하고 있다. 추탁의 일반 사전적인 의미는 '추측하다, 미루어 짐작하다 헤아리다'인데, 불교 용어로서의 추탁의 의미와는 다소 차이가 있다.
한편, 부파불교와 대승불교에서는 모두 견(見: 견해)이 혜(慧: 판단, 지혜)의 특수한 경우, 즉 따로 명칭을 붙일만한 일부인 것으로 본다. 즉, 혜(慧)가 더 광범위한 개념인 것으로 본다.

## 6식과 8식
부파불교에서는 마음(즉 심왕, 즉 심법)은 6식, 즉 6가지의 식(識)으로 나뉜다고 보았지만, 대승불교에서는 6식 외에 말나식과 아뢰야식의 2가지 식(識)이 더 있으며 따라서 마음(즉 심왕, 즉 심법)은 8식(八識), 즉 8가지의 식(識)으로 나뉜다고 보았다.

## 법체계에서의 6식

### 5온
5온(五蘊)의 법체계에서, 6식은 색온 · 수온 · 상온 · 행온 · 식온 가운데 식온(識蘊)에 해당한다.
원래 행온은 수온(지각) · 상온(표상)의 마음작용을 포함한 모든 마음작용과 또한 제6의식만의 대상인 법경을 포괄하는 요소이다. 다만, 수온 · 상온의 작용력이 강력하기 때문에 따로 떼어서 5온 중의 2요소로 별도로 세운 것이다.
따라서, 행온의 일부와 수온과 상온을 합한 것이 6식의 작용, 즉 마음작용에 해당한다.
색온은 전5식의 불확정적인 인식과 제6의식의 확정적인 인식의 대상인 5경에 해당한다. 따라서, 색온과 행온의 일부로서의 법경을 합한 것이 6식의 인식대상 또는 활동대상인 6경에 해당한다.

### 12처
12처(十二處)의 법체계에서, 6식은 안처 · 이처 · 비처 · 설처 · 신처 · 의처의 6내처 또는 6근 가운데 의처(意處)에 해당한다.
그리고, 6내처 중 의처를 제외한 나머지 5처(五處), 즉 안처 · 이처 · 비처 · 설처 · 신처는 모두 의처 즉 6식이 물질적 사물(5경)을 요별할 때 사용되는 소의(所依: 발동근거, 인식기관, 작용기관)로서의 5근(五根)에 해당한다. 제6의식의 소의(所依)인 의근(意根)은 의처 즉 6식에 포함되어 있다. 의식 즉 제6의식에 대해 말할 때, 특별히 의근과 분리하여 설명하는 경우가 아닌 한 의식 즉 제6의식은 의근을 포함하는 개념이다.
6외처, 즉 색처 · 성처 · 향처 · 미처 · 촉처 · 법처는 6식의 인식대상 또는 활동대상인 6경에 해당한다.

### 18계
18계(十八界)의 법체계에서, 6식은 안식계 · 이식계 · 비식계 · 설식계 · 신식계 · 의식계 · 의계의 7심계(七心界)에 해당한다. 7심계는 단순히 7계(七界)라고도 하며 의처(意處)라고도 한다.
7심계 중 의계는 의근(意根)을 말한다. 즉, 18계의 법체계는 6식 중 의식 즉 제6의식을 '의식계와 의계' 즉 '의식(제6의식)과 의근'으로 특별히 나누어서 다루고 있는 그런 법체계이다. 말하자면, 안식계 · 이식계 · 비식계 · 설식계 · 신식계는 각각 6식 중 안식 · 이식 · 비식 · 설식 · 신식에 해당하고, 의식계 · 의계는 6식 중 의식 즉 제6의식에 해당한다.
안계 · 이계 · 비계 · 설계 · 신계의 5계는 전5식의 소의인 5근(五根)에 해당한다. 그리고 이 5계에 의계를 합한 6계는 6식의 소의인 6근(六根)에 해당한다.
색계 · 성계 · 향계 · 미계 · 촉계 · 법계의 6계는 6식의 인식대상 또는 활동대상인 6경(六境)에 해당한다.

### 5위 75법
부파불교의 설일체유부의 5위 75법의 법체계에서 6식은 심법(心法)에 해당한다.
5위 75법의 법체계에서는 6식 즉 마음을 심(心) 또는 심법(心法)이라고 하며, 마음의 여러 작용 즉 마음작용을 통칭하여 심소(心所) 또는 심소법(心所法)이라고 한다.
의식 즉 제6의식의 대상인 법경은 심소법과 불상응행법과 무위법을 합한 것이다.
그리고 전5식의 소의인 5근과 그 인식대상 또는 작용대상인 5경과 무표색을  합하여 색(色) 또는 색법(色法: 물질)이라고 한다. 무표색은 6식 즉 마음이 5경에 대해 작용할 때 생성되는 정신적 물질로, 실제로는 의식 즉 제6의식의 대상인 법경에 속한 것이지만 5경과 관련된 것이므로 가설적으로 색법(色法: 물질)에 포함시켜서 생각한다.

### 5위 100법
대승불교의 유식유가행파와 법상종의 5위 100법의 법체계에서 6식은 심법(心法)에 속한 8식 중 말나식와 아뢰야식을 제외한 나머지 6가지의 식에 해당한다.
5위 100법의 법체계에서는 8식 즉 마음을 심(心) 또는 심법(心法)이라고 하는데, 심법 중 의식 즉 제6의식과 말나식 그리고 아뢰야식을 통칭하여 후3식(後三識)이라고 한다. 그리고, 8식 즉 마음의 여러 작용, 즉 마음작용들을 통칭하여 심소(心所) 또는 심소법(心所法)이라고 한다.
제6의식 또는 후3식의 대상인 법경(法境)은 심소법과 심불상응행법과 무위법을 합한 것이다. 한편, 대승불교의 유식유가행파와 법상종에서는 모든 것이 마음의 소산이라고 보는 입장에 있기 때문에, 법경(法境)은 일체의 법 전체를 의미하기도 한다.
그리고 전5식의 소의인 5근과 그 인식대상 또는 작용대상인 5경과 법처소섭색을  합하여 색(色) 또는 색법(色法: 물질)이라고 한다. 법처소섭색은 실제로는 후3식의 대상인 법경에 속한 것이지만 5경과 관련된 것이므로 가설적으로 색법(色法: 물질)에 포함시켜서 생각한다.

## 같이 보기
- 마음 (불교)
- 오온#식온
- 심의식
- 8식

## 참고 문헌
- 고익진 (1989). 《한국 고대 불교 사상사》. 동국대학교 출판부.
- 곽철환 (2003). 《시공 불교사전》. 시공사 / 네이버 지식백과. |title=에 외부 링크가 있음 (도움말)
- 권오민 (2000). 〈아비달마불교의 새로운 인식을 위한 시론〉. 《한국불교학》 제27집판.
- 권오민 (2003). 《아비달마불교》. 민족사.
- 세우 지음, 현장 한역, 송성수 번역 (K.949, T.1542). 《아비달마품류족론》. 한글대장경 검색시스템 - 전자불전연구소 / 동국역경원. K.949(25-149), T.1542(26-692). |title=에 외부 링크가 있음 (도움말)
- 세친 지음, 현장 한역, 권오민 번역 (K.955, T.1558). 《아비달마구사론》. 한글대장경 검색시스템 - 전자불전연구소 / 동국역경원. K.955(27-453), T.1558(29-1). |title=에 외부 링크가 있음 (도움말)
- 제바설마 지음, 현장 한역, 송성수 번역 (K.947, T.1539). 《아비달마식신족론(阿毘達磨識身足論)》. 한글대장경 검색시스템 - 전자불전연구소 / 동국역경원. K.947 (25-1), T.1539 (26-531). |title=에 외부 링크가 있음 (도움말)
- 운허.  동국역경원 편집, 편집. 《불교 사전》. |title=에 외부 링크가 있음 (도움말)
- (중국어) 星雲. 《佛光大辭典(불광대사전)》 3판. |title=에 외부 링크가 있음 (도움말)
- (중국어) 세우 조, 현장 한역 (T.1542). 《아비달마품류족론(阿毘達磨品類足論)》. 대정신수대장경. T26, No. 1542, CBETA. |title=에 외부 링크가 있음 (도움말)
- (중국어) 연수(延壽) (T.2016). 《종경록(宗鏡錄)》. 대정신수대장경. T48, No. 2016, CBETA. |title=에 외부 링크가 있음 (도움말)
- (중국어) 제바설마 조, 현장 한역 (T.1539). 《아비달마식신족론(阿毘達磨識身足論)》. 대정신수대장경. T26, No. 1539, CBETA. |title=에 외부 링크가 있음 (도움말)